# 御驾宫镇
御驾宫镇，是中华人民共和国陕西省咸陽市永寿县一个已撤销的乡级行政区，2015年，陕西省民政厅批复同意撤销御驾宫镇，将其所辖行政区域划归马坊镇。